# Иудаизм в Азербайджане
Иудаизм в Азербайджане — одна из нескольких основных религий в пределах Азербайджана, наряду с исламом и христианством много лет исповедуется населением Азербайджана.

## История
История иудаизма на территории современного Азербайджана насчитывает около 1300 лет. Самые ранние упоминания об иудаизме были найдены при раскопках в районе города Баку в 1990 году археологами под руководством Р. Геюшова. При раскопках были обнаружены остатки еврейского квартала и Шабранской синагоги, датируемой VII веком нашей эры.

## Еврейские общины
В Азербайджане существуют три еврейские общины: горских евреев, евреев-ашкенази и грузинских евреев. В целом численность иудеев составляет 16 тысяч человек: 11 тысяч горских евреев, из которых около 6 тысяч живут в Баку, 4000 — в Губе и Красной Слободе, и около тысячи — в других городах; евреев-ашкенази насчитывается 4,3 тысячи, большая их часть проживает в Баку и Сумгаите; грузинских евреев в Азербайджане около 700 человек.
Наиболее древней является община горских евреев, появившаяся здесь, по мнению большинства историков, более 15 веков назад. В настоящее время горские евреи составляют большинство среди всей еврейской диаспоры республики. Язык, на котором они говорят — диалект татского, содержащий много тюркских, персидских и русских слов и гебраизмы.
По сравнению с евреями-ашкенази, горские евреи более ортодоксальны в вопросах убеждений. Однако их религия претерпела некоторые изменения, впитав в себя некоторые горские языческие обычаи и местный фольклор.
Евреи-ашкенази, являясь европейскими евреями, происходят из средневековой Германии и попали в Азербайджан в период его пребывания в Российской империи и СССР.
Община грузинских евреев хоть и малочисленна, но активна. В 1997 году при финансовой помощи еврейского комитета «Джойнт» была восстановлена их синагога.
На территории республики действуют еврейские организации: агентство «Сохнут», комитеты «Джойнт» и «Ваад-Л-Хетзола»
9 марта 2003 года в Баку открылась новое здание синагоги ашкеназских евреев, а в сентябре — первая еврейская школа.
Иврит преподаётся в Бакинском государственном университете. В апреле 2001 года Академией наук Азербайджана и Российским фондом сохранения и развития еврейской культуры была проведена Международная научно-практическая конференция «Горские евреи Кавказа», в которой приняли участие ученые из многих стран мира.

## Горские евреи и иудаизм
По религиозным убеждениям горские евреи являются реббани. Наряду с Ветхим Заветом, Талмуд и учение раввинов также воспринимаются ими в качестве основных источников религии. Ввиду того, что горские евреи долгое время не могли получать высшее духовное образование, Талмуд толковался ими в несколько искаженном виде; кроме того, они восприняли некоторые воззрения кавказских народов, связанные с политеизмом.
Представления, связанные с Дедей-ол — лесной женщиной, извлекающей и поедающей сердца и легкие беременных женщин, Змеей-Драконом, покровительствующим новорожденным, а также обряд разведения костра и перепрыгивания через него, осуществляемый за две недели до Пасхи, связаны не с иудаизмом, а местными верованиями. По сравнению с евреями-ашкенази, горские евреи более ортодоксальны в вопросах убеждений. Евреи, живущие в Азербайджане, далеки от хасидизма, появившегося с начала XVIII века среди польских и украинских евреев.